# Боденско езеро
Боденското езеро или Бодензе (на немски: Bodensee; на френски: Lac de Constans) е 3-то по големина езеро в Централна Европа, разположено в Алпите на границата между Германия (провинции Баден-Вюртемберг и Бавария), Швейцария (кантони Тургау и Санкт Гален) и Австрия (провинция Форарлберг).
За езерото няма общоприето споразумение къде точно минава границата между граничещите страни вътре в езерото. Според Швейцария тя минава по средата, според Австрия езерото е съвместно владение (кондоминиум) на всички държави по бреговете му, а Германия няма ясна позиция. Площ 536 km², обем 48 km³, средна дълбочина 14 m, максимална 254 m.

## Историческа справка
Археологическите разкопки свидетелстват, че териториите около езерото са били населени още през 3000 пр.н.е. Около 400 пр.н.е. областта е населявана от келтите. През 15 пр.н.е. римляните завладяват териториите около него. Римските названия са съответно Lacus Brigantia или Lacus Brigantinus. Важни римски градове са Constantia (днес Констанц) и Arbor felix (днес Арбон). Сегашното име Бодензе датира от 830 г.
В началото на 15 век в град Констанц се провежда Вселенски събор, който възстановява единството на католическата църква.
Около езерото са водени важни битки по време на Тридесетгодишната война. През 1799 г. по време на Коалиционните войни войските на Австрия побеждават французите от новосформираната Дунавска армия (на френски: Armée du Danube) под предводителството на Жан Батист Журдан в битките при Острах и Щоках и ги изтласкват към Рейн.

## Географска характеристика
Боденското езеро е разположено в североизточния част на Швейцарското плато, на границата между Германия, Швейцария и Австрия. Заема обширна удължена от запад-северозапад на изток-югоизток тектонска котловина, допълнително разширена и удълбана от челната част на плейстоценския Рейнски ледник по време на Вюрмското заледяване. Дължина от запад на изток 63,3 km и максимална ширина от север на юг 14 km. Бреговата му линия е с дължина 273 km: Германия – 173 km (северния бряг), Швейцария – 72 km (южния бряг), Австрия – 28 km (югоизточния бряг). Дели се условно на две части: Горно езеро (473 km³), заедно с дългия и тесен залив Юберлинген, простиращк се на 20 km на северозапад и Унтерзе (63 km²) в западната част. На северозапад бреговата му линия е силно разчленена, а в останалата част – слабо разчленена. Югозападните, западните и северните му брегове са плоски или хълмисти, а югоизточните – високи и стръмни. Има три по-големи острова Райхенау (Reichenau), Майнау (Mainau) и Линдау (Lindau). През него протича река Рейн, която се влива в югоизточната му част на австрийска територия при град Хард и изтича от най-западния му ъгъл (Унтерзе) при швейцарския град Щейн. Освен Рейн в него се вливат още няколко реки: Брегенцер Ахе (от югоизток), Арген, Шусен, Ротах и Хинтере Ах (от север) и Радолфцелер Ах (от северозапад).
Водосборният басейн на Боденското езеро обхваща площ от 11 487 km³, около 2/3 от който се намира на швейцарска територия. Разположено е на 395,6 m н.в., като колебанията на водното му ниво през годината са незначителни и плавни, с малко по-високо ниво през пролетта. По този начин годишният му отток е почти постоянен и с малки отклонения и се явява основен регулатор на оттока на река Рейн. Водата му е със синьо-зелен цвят и висока прозрачност. Замръзва много рядко и смекчава климата през зимата в околните райони. Често се наблюдават вълни сейши в резултат от силни и постоянни ветрове.

## Стопанско значение, селища
Областта около езерото е известна като важен лозарски регион. То е интересна туристическа дестинация в Германия. През лятото по него се организират екскурзии с различни по големина плавателни средства. Забележителности са островът на цветята Майнау с много разнообразни тропически видове, манастирът Райхенау (включен в списъка на ЮНЕСКО), средновековният старинен град на остров Линдау. Островите предлагат много възможности за колоездачни обиколки, както и плаване с яхти. В северната част на езерото има възможност за гмуркане и подводни спортове.
Интересни за посещение са градовете: Линдау, Фридрихсхафен с музея на Цепелин, Меерсбург, Констанц, Юберлинген в Германия, Брегенц в Австрия, Роршах, Романсхорн, Арбон и Крьойцлинген в Швейцария.